# Pons Sublicius
Il Pons Sublicius è stato il più antico ponte di Roma.

## Storia

### Descrizione e posizione

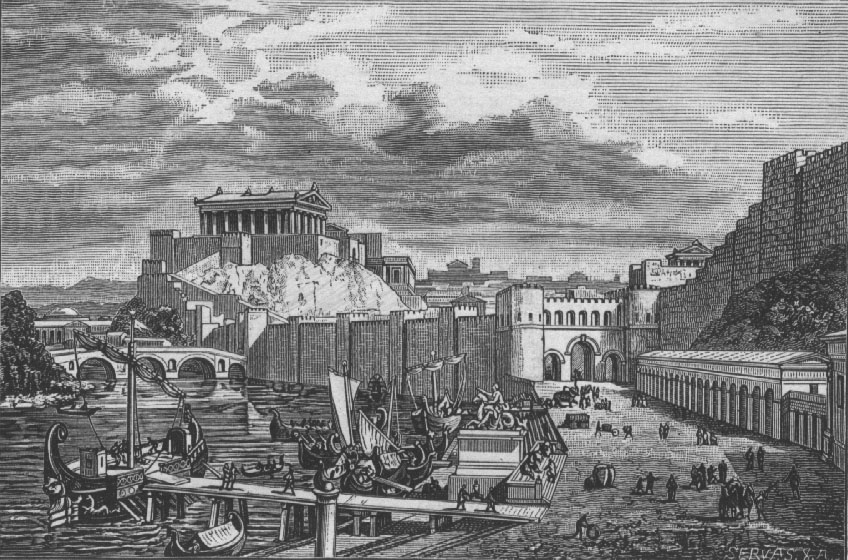
Disegno di Friedrich Polack che ritrae il Pons Sublicius come molo.

Il Pons Sublicius collegava Roma con la riva destra del Tiberis e la via del sale; secondo la tradizione, era stato costruito nel VII secolo a.C. sotto il regno di Anco Marzio.
La costruzione, interamente in legno e inizialmente sostenuta da pali (in latino: sublicae da cui il termine sublicius, cioè "sorretto da pali"), ritenuta in ciò simile a quella del successivo Ponte di Cesare sul Reno, si trovava plausibilmente in prossimità del Foro Boario, a valle dell'isola Tiberina, in un punto poco profondo che in precedenza era stato anche usato come guado. Un'illustrazione di Friedrich Polack del 1896 ne mostra probabilmente la posizione corretta, sebbene l'autore in quel punto raffiguri un semplice molo.
Il ponte non compare in nessuno dei frammenti della Forma Urbis Severiana.

### L'impresa di Coclite
Tito Livio narra che, intorno al 509 o 508 a.C., Orazio Coclite abbia affrontato sul Pons Sublicius il nemico etrusco guidato da Porsenna, che intendeva riportare al potere il tiranno rovesciato, Tarquinio il Superbo. 
(Tito Livio, Ab Urbe condita libri, Libro II, 10)
 
Livio racconta come Coclite, aiutato, mentre gli altri si davano alla fuga, da due soli suoi compagni, Spurio Larcio e Tito Erminio Aquilino, abbia fronteggiato l'urto del nemico e sia sfuggito alle truppe di Porsenna gettandosi nel Tevere solo dopo che il ponte fu abbattuto e l'assalto dei nemici fu fermato.

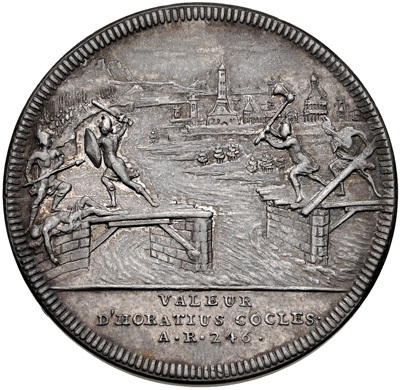
Medaglia raffigurante Coclite che difende il Pons Sublicius

Orazio Coclite è rappresentato su una moneta di Antonino Pio mentre, con indosso la propria armatura, attraversa a nuoto il Tevere, mentre il pons Sublicius è stato ormai interrotto; in base alla legenda del dritto, ov'è riportata la scritta antoninus avg pi-us pp tr p cos iii (il terzo consolato di Antonino Pio ebbe luogo nel 140), la moneta è databile tra il 140 e il 143.

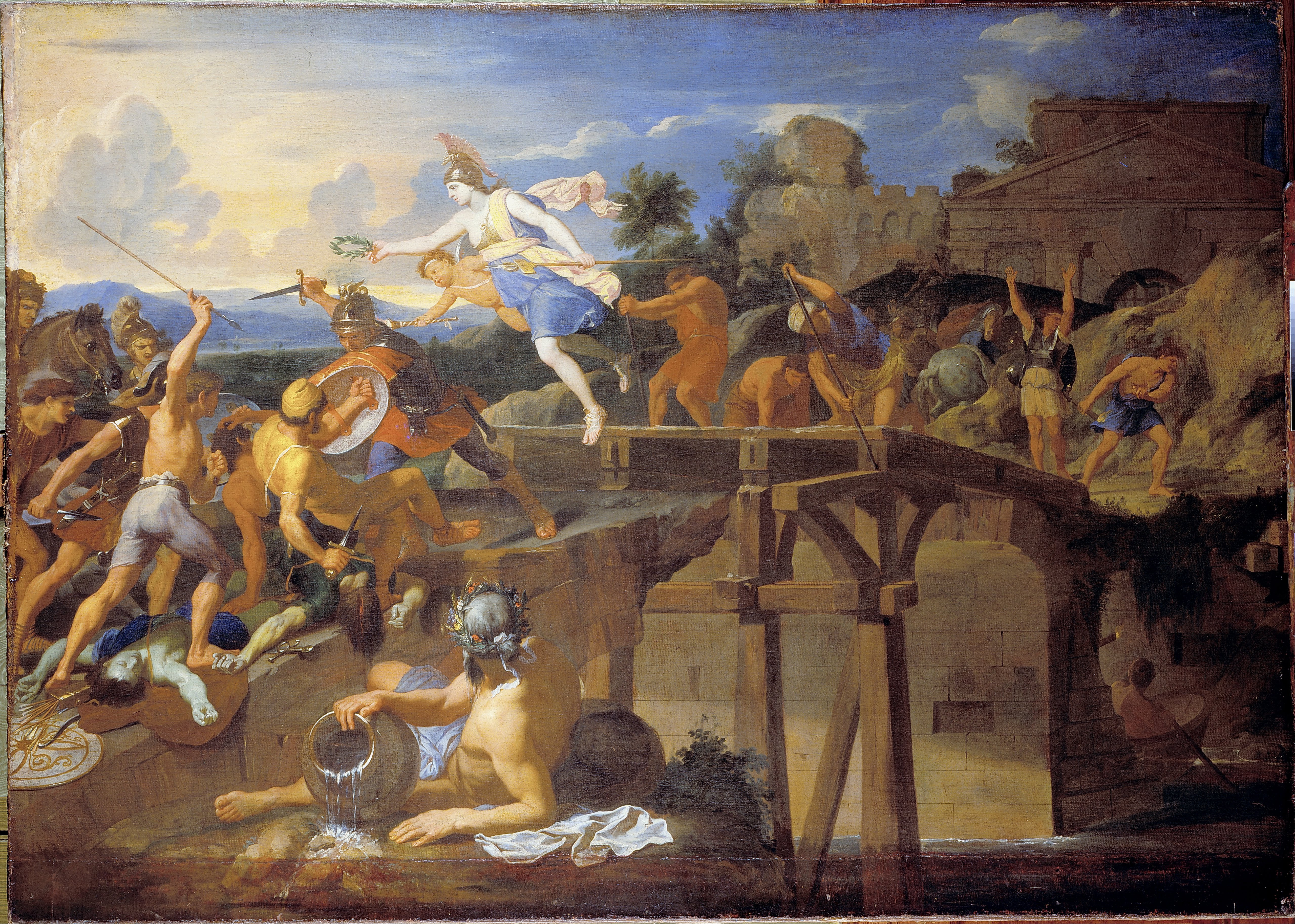
Orazio Coclite difende il ponte, olio su tela di Charles Le Brun (1642–43)

Nel XVI secolo Tommaso Laureti ha realizzato un affresco nel palazzo dei Conservatori di Roma, in cui sono raffigurate in modo molto dettagliato la battaglia per il ponte e la sua struttura in legno.
Il ponte fu successivamente ricostruito, ma la costruzione fu modificata: la sovrastruttura poteva essere facilmente rimossa in caso di attacco e in seguito sostituita. Tacito, nelle sue Historiae, ci informa di un'inondazione che nel 69 d.C. distrusse il ponte; eventi analoghi avevano già spazzato via il ponte, ricostruito ogni volta, nel 60 a.C., nel 32 a.C., nel 23 a.C. e nel 5 d.C.. Non è chiaro quando, ma sappiamo da Servio Mario Onorato, un grammatico del IV secolo, che a quel tempo il vecchio ponte di legno era stato ricostruito in pietra. Notizie del ponte si hanno almeno fino alla metà del V secolo. Alla fine del XIX secolo, in corrispondenza del colle Aventino, risultavano ancora visibili le rovine di alcuni piloni di un vecchio ponte, demoliti nel 1878, che potrebbero corrispondere con i resti di un Sublicius lapideus.

### Gaio Gracco
Anche il tribuno Gaio Gracco ha legato il suo nome al Pons Sublicius. Inseguito, si gettò dal ponte quando i suoi oppositori stavano prendendo il sopravvento, morendo in un boschetto nelle vicinanze. In precedenza sul ponte aveva già avuto luogo una lotta tra i suoi inseguitori e i suoi difensori.

### Religione e rituali
Il Pons Sublicius era sotto la protezione dei pontifices (essi infatti prendono il nome dal ponte). Alle Idi di marzo, una processione si spostava dal tempio di Servio Tullio fin sul Pons Publicius, dal quale venivano gettate nel Tevere statue di uomini incatenati. Probabilmente questo rituale bellicoso - i nemici venivano simbolicamente distrutti - potrebbe essere di epoca etrusca. Per conto di prigionieri viventi, il 15 maggio (Idus Maius) dal ponte venivano gettate nel Tevere anche delle statuette  impagliate, i cosiddetti Argei.

## Il ponte moderno
Nel 1919, poco a valle del ponte vecchio, l'architetto Marcello Piacentini costruì un nuovo ponte, che venne denominato Ponte Sublicio. Collega tra loro Piazza di Porta Portese a Trastevere con Piazza dell'Emporio a Testaccio.